# Руч'ївська сільська рада
Руч'ї́вська сільська́ ра́да — адміністративно-територіальна одиниця та орган місцевого самоврядування в Роздольненському районі Автономної Республіки Крим. Адміністративний центр — село Руч'ї.

## Загальні відомості
- Населення ради: 2 734 особи (станом на 2001 рік)

## Населені пункти
Сільській раді підпорядковані населені пункти:
- с. Руч'ї
- с. Городнє
- с. Комишне
- с. Комунарне
- с. Максимівка
- с. Федорівка

## Склад ради
Рада складається з 18 депутатів та голови.
- Голова ради: Мірошніченко Анатолій Євгенович
- Секретар ради: Невмержицька Тамара Григорівна

### Керівний склад попередніх скликань
| Прізвище, ім'я, по батькові     | Основні відомості                                                         | Дата обрання | Дата звільнення |
| ------------------------------- | ------------------------------------------------------------------------- | ------------ | --------------- |
| Мірошниченко Анатолій Євгенович | Сільський голова, 1956 року народження, член Партії регіонів              | 26.03.2006   | 31.10.2010      |
| Мірошніченко Анатолій Євгенович | Сільський голова, 1956 року народження, освіта вища, член Партії регіонів | 31.10.2010   |                 |

Примітка: таблиця складена за даними сайту Верховної Ради України

### Депутати
За результатами місцевих виборів 2010 року депутатами ради стали:

#### За суб'єктами висування
| Суб'єкт висування                 | Кількість обраних депутатів | %    |
| --------------------------------- | --------------------------- | ---- |
| Партія регіонів                   | 15                          | 83,3 |
| Політична партія «Руська Єдність» | 2                           | 11,1 |
| Самовисування                     | 1                           | 5,6  |

#### За округами
| № округу                          | Прізвище, ім'я, по батькові      | Дата визнання обраним | Освіта  | Партійна приналежність | Відомості про обраного депутата                         |
| --------------------------------- | -------------------------------- | --------------------- | ------- | ---------------------- | ------------------------------------------------------- |
| Партія регіонів                   |                                  |                       |         |                        |                                                         |
| 1                                 | Любарчук Олена Анатоліївна       | 01.11.2010            | вища    | член Партії регіонів   | пенсіонер                                               |
| 2                                 | Волоснікова Галина Іванівна      | 01.11.2010            | вища    | член Партії регіонів   | приватний підприємець                                   |
| 4                                 | Невмержицька Тамара Григорівна   | 01.11.2010            | вища    | член Партії регіонів   | Руч'ївська сільська рада, секретар виконавчого комітету |
| 5                                 | Безпальченко Віктор Миколайович  | 01.11.2010            | вища    | член Партії регіонів   | тимчасово не працює                                     |
| 6                                 | Балим Олексій Анатолійович       | 01.11.2010            | вища    | член Партії регіонів   | тимчасово не працює                                     |
| 7                                 | Кузьменко Олександр Валентинович | 01.11.2010            | вища    | член Партії регіонів   | приватний підприємець                                   |
| 9                                 | Доценко Лілія Федорівна          | 01.11.2010            | вища    | член Партії регіонів   | пенсіонер                                               |
| 10                                | Українець Геннадій Петрович      | 01.11.2010            | вища    | член Партії регіонів   | СТОВ «Штурм Перекопу», агроном                          |
| 11                                | Сейранова Лариса Володимирівна   | 01.11.2010            | вища    | член Партії регіонів   | Руч'ївська амбулаторія, медичний працівник              |
| 12                                | Умерова Аніфе Кязімівна          | 01.11.2010            | вища    | член Партії регіонів   | Руч'ївська амбулаторія, медичний працівник              |
| 13                                | Українець Олександр Петрович     | 01.11.2010            | вища    | член Партії регіонів   | Роздольненська районна ветеринарна лікарня, завідувач   |
| 14                                | Кильо Наталія Давидівна          | 01.11.2010            | вища    | член Партії регіонів   | пенсіонер                                               |
| 15                                | Сем'юк Михайло Петрович          | 01.11.2010            | середня | член Партії регіонів   | пенсіонер                                               |
| 17                                | Олюніна Світлана Володимирівна   | 01.11.2010            | вища    | член Партії регіонів   | тимчасово не працює                                     |
| 18                                | Шоган Віктор Васильович          | 01.11.2010            | вища    | член Партії регіонів   | тимчасово не працює                                     |
| Політична партія «Руська Єдність» |                                  |                       |         |                        |                                                         |
| 8                                 | Хоролец Ольга Петрівна           | 01.11.2010            | вища    | позапартійна           | Руч'ївська сільська рада, головний бухгалтер            |
| 16                                | Паюк Тетяна Станіславівна        | 01.11.2010            | середня | позапартійна           | тимчасово не працює                                     |
| Самовисування                     |                                  |                       |         |                        |                                                         |
| 3                                 | Жукова Ольга Миколаївна          | 01.11.2010            | вища    | позапартійна           | ПП «Кузьменко», бухгалтер                               |